# 헤드라이니즈
헤드라이니즈(영어: headlinese)는 신문 헤드라인에서 쓰이는 간결한 문체이다. 지면이 부족하므로 헤드라인은 압축된 전문체(電文體)로 쓰이며, 이를 위해 다음과 같은 특수한 문법 관례도 있다 (영어 기준):
- 보통 “to be” 용법과 관사를 생략한다.
- 대부분의 동사는 현재형으로 적는다. 예를 들어, “Governor signs bill”→주지사, 법안에 서명로 쓰거나, 미래형을 표현하기 위해 (“will” 대신 “to”를 써서) “Governor to sign bill”→주지사, 법안에 서명할 듯로 쓴다.
- 미국의 경우 (영국 제외) 접속사를 쉼표로 대체할 때가 많다. 예를 들어, “Bush and Blair”→부시와 블레어 대신 “Bush, Blair laugh off microphone mishap”→부시·블레어, 마이크 방송 사고에 웃음으로 무마라고 쓴다.[1]
- 국가를 형용사형으로 쓰는 대신 명사형으로 밝힌다. 예를 들어, “Russian”이나 “Turkish”라고 쓰는 대신 “Russia fires warning shot at Turkey boat”→러시아, 터키 어선에 경고 사격라고 쓴다.[2]
- 인명은 Ms.나 Dr. 등의 호칭 없이 성으로만 지칭한다.
- 조직이나 집단은 환유적으로 지칭한다. “금융계” 대신 “월 스트리트”로, “미국 행정부” 대신 “백악관”으로, “스페인 정부” 대신 “마드리드”로, “세계 경제 포럼” 대신 “다보스”로 부르는 식이다.
- 축약어와 두문자어를 많이 쓴다. 예를 들어, 미국에서는 “Democrats”→민주당을 줄여 “Dems”로, 공화당을 통칭인 “Grand Old Party”→장로당(長老黨)의 약자인 “GOP”로 쓰고, 영국에서는 “Liberal Democrats”→자유민주당을 줄여 “Lib Dems”로, “Conservative Party”→보수당을 “Tories”→토리라고 부른다.

몇몇 간행지는 그들만의 고유한 헤드라인 문체를 쓰기도 한다. 예를 들어, 《버라이어티》 지의 연예 용어 헤드라인인 “Sticks Nix Hick Pix” 같은 것이 유명하다.

## 자주 쓰이는 영어 축약어
지면을 아끼기 위해, 헤드라인에서는 (일반적으로는 잘 쓰이지 않는 말이 대부분인) 아주 짧은 단어들이 유별나게 활용되곤 한다:
- axe (eliminate)
- amid (at the same time as)
- bid (attempt)
- blast (heavily criticize)
- chop (eliminate)
- confab (meeting)
- curb (reduce)
- duo (two people)
- eye (consider)
- foe
- fold (shut down)
- fury
- gal
- guy
- hike (increase)
- hit
- hype
- ink (sign a contract)
- laud (praise)
- lull
- mar
- mull (consider)
- nab
- nix (reject)
- parley (meeting)
- pen (write)
- pose
- probe (investigate)
- quiz (question)
- rap (criticize)
- revel
- rout
- scrap (abandon)
- see (forecast)
- slam (heavily criticize)
- stun
- temblor (earthquake)
- tout (endorse)
- vie (compete)
- vow (promise)
- woe (problem)

동사는 명사로 전용(轉用)되기도 하는데, 예를 들어 “rap”→비난하다은 동사인 “criticize”→비판하다처럼 해석될 수도 있지만, 문맥에 따라 명사인 “criticism”→비판으로 해석되기도 한다.

## 같이 보기
- 교열

### 참고 자료
- Mard, Ingrid (1980). Headlinese: on the grammar of English front page headlines. Lund studies in English (영어). Liberlaromedel/Gleerup. ISBN 91-40-04753-9.
- Biber, Douglas (2004년 6월 2일). “Compressed noun-phrase structures in newspaper discourse: The competing demands of popularization vs. economy”. New Media Language (영어) (Routledge) V: 169-181. doi:10.4324/9780203696965. ISBN 9780203696965.